# The Shard
The Shard, también conocido como Shard of Glass, Shard London Bridge y antiguamente London Bridge Tower, es un rascacielos de 73 plantas situado en Southwark, Londres, y diseñado por el arquitecto italiano Renzo Piano. Con una altura de 309,7 m, The Shard es el edificio más alto del Reino Unido y el séptimo edificio más alto de Europa. También es la segunda estructura autoportante más alta del Reino Unido, tras la Torre de Televisión de Emley Moor. Se construyó en lugar de las Southwark Towers, un edificio de oficinas de 24 plantas edificado en 1975 que tuvo que ser demolido antes de que empezaran las obras.
La construcción de The Shard empezó en marzo de 2009, fue coronado el 30 de marzo de 2012 e inaugurado el 6 de julio de 2012. Fue finalizado en noviembre de 2012, y el mirador de la torre, The View from The Shard, abrió al público el 1 de febrero de 2013. La torre tiene forma piramidal y está revestida de cristal. Tiene 72 plantas habitables y un mirador en la planta 72, a una altura de 244,3 m. The Shard fue promovido por Sellar Property Group en nombre de LBQ Ltd y es propiedad del Estado de Catar (95 %) y Sellar Property (5 %).

## Historia

### Planificación
En 1998, el empresario londinense Irvine Sellar y sus entonces socios decidieron construir un nuevo rascacielos en lugar de las Southwark Towers, edificadas en los años setenta, tras la publicación un libro blanco del gobierno británico que animaba a construir edificios altos junto a importantes nodos de transporte. Sellar viajó a Berlín en primavera de 2000 para reunirse con el arquitecto italiano Renzo Piano en un restaurante. Según Sellar, Piano le transmitió su desprecio por los edificios altos convencionales durante la comida, y a continuación dio la vuelta al menú del restaurante y dibujó una escultura con forma de aguja que emergía del Río Támesis.
En julio de 2002, el entonces vice primer ministro del Reino Unido, John Prescott, ordenó que se llevara a cabo una consulta urbanística después de que se opusieran al proyecto de The Shard la Commission for Architecture and the Built Environment y varios organismos patrimoniales, incluidas la Royal Parks Foundation y English Heritage. La consulta se realizó entre abril y mayo de 2003, y el 19 de noviembre de 2003, la oficina del vice primer ministro anunció que se había aprobado el permiso de construcción. El gobierno declaró que:

Mr Prescott solo aprobaría rascacielos de diseño excepcional. Para que un edificio de este tamaño sea aceptable, la calidad de su diseño es crítica. Él está satisfecho de que la torre propuesta es de la calidad arquitectónica más alta posible.

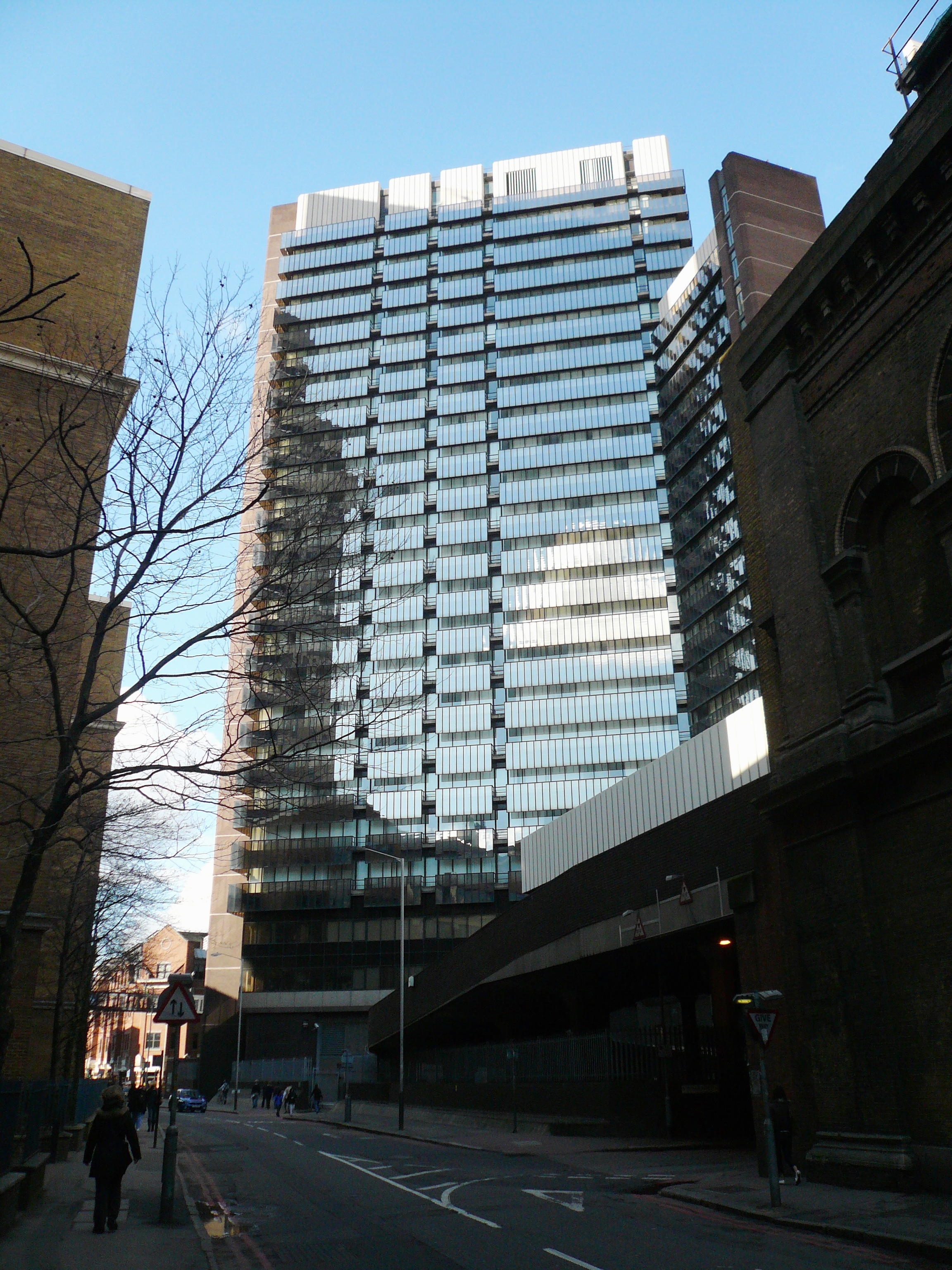
Las Southwark Towers, que fueron demolidas en 2008 para permitir la construcción de The Shard.

Sellar y sus socios originales CLS Holdings plc y CN Ltd (actuando en nombre de Halabi Family Trust) consiguieron en septiembre de 2006 un paquete de financiación provisional de 196 millones de libras de la Nationwide Building Society y Kaupthing Singer & Friedlander. Esto les permitió saldar los costes en los que ya habían incurrido y comprar el alquiler de las Southwark Towers a los inquilinos del edificio, PricewaterhouseCoopers. Un año más tarde la parcela estaba completamente vacía, después de que PricewaterhouseCoopers completara el traslado de sus oficinas.
En septiembre de 2007 empezaron las preparaciones para la demolición de las Southwark Towers. Sin embargo, posteriormente en ese mismo mes, la incertidumbre en los mercados financieros puso la construcción de The Shard en peligro, amenazando con hacer del proyecto un ejemplo del índice de los rascacielos.
En noviembre de 2007 se adjudicó a la constructora Mace el contrato para construir The Shard por un precio fijado de no más de 350 millones de libras. Sin embargo, en octubre de 2008 este precio aumentó a casi 435 millones de libras.
En abril de 2008 la demolición de las Southwark Towers estaba en curso con progresos visibles, y en octubre la altura del edificio se había reducido tanto que ya no era visible en el skyline. La demolición se completó a principios de 2009, y entonces empezó la preparación del terreno para la construcción de The Shard.

### Financiación
A finales de 2007 la creciente incertidumbre en los mercados financieros globales suscitó preocupaciones sobre la viabilidad de The Shard. Sin embargo, en enero de 2008 Sellar anunció que había conseguido la financiación de un consorcio de inversores cataríes, que pagaron 150 millones de libras para conseguir un 80 % del proyecto. El consorcio incluía al Qatar National Bank, QInvest, Qatari Islamic Bank y el promotor inmobiliario Barwa Real Estate, así como Sellar Property. El acuerdo incluía la compra de las participaciones de Halabi y de CLS Holdings, y parte de la de Sellar Property. Los nuevos propietarios prometieron proporcionar el primer tramo de financiación, permitiendo que empezara la construcción de la torre. En 2009, el Estado de Catar consolidó su propiedad del London Bridge Quarter, el complejo que incluye a The Shard, a través de la compra de las participaciones de los inversores privados cataríes. Actualmente, el London Bridge Quarter es propiedad conjunta del Estado de Catar y Sellar Property.

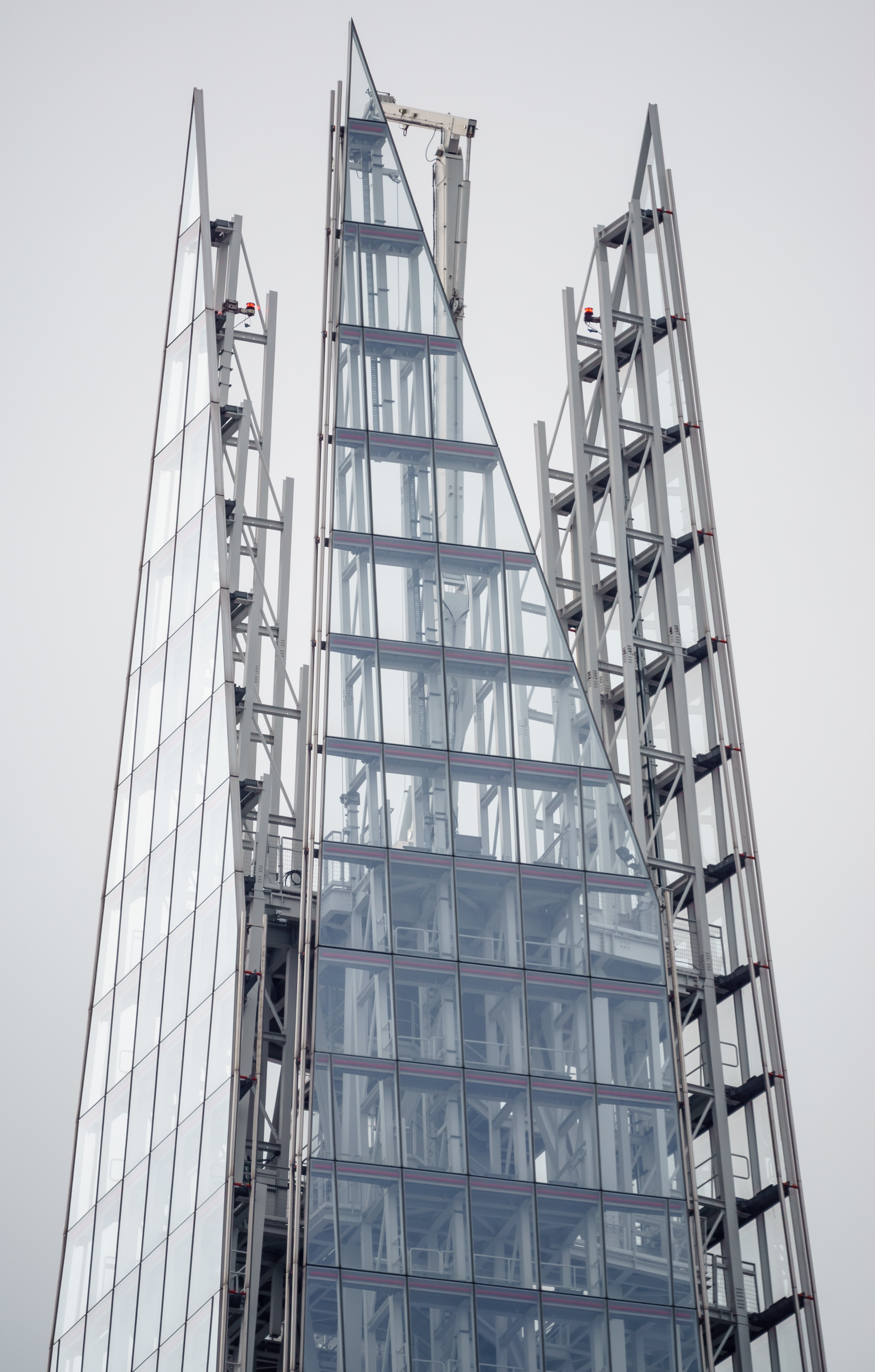
La aguja de The Shard.

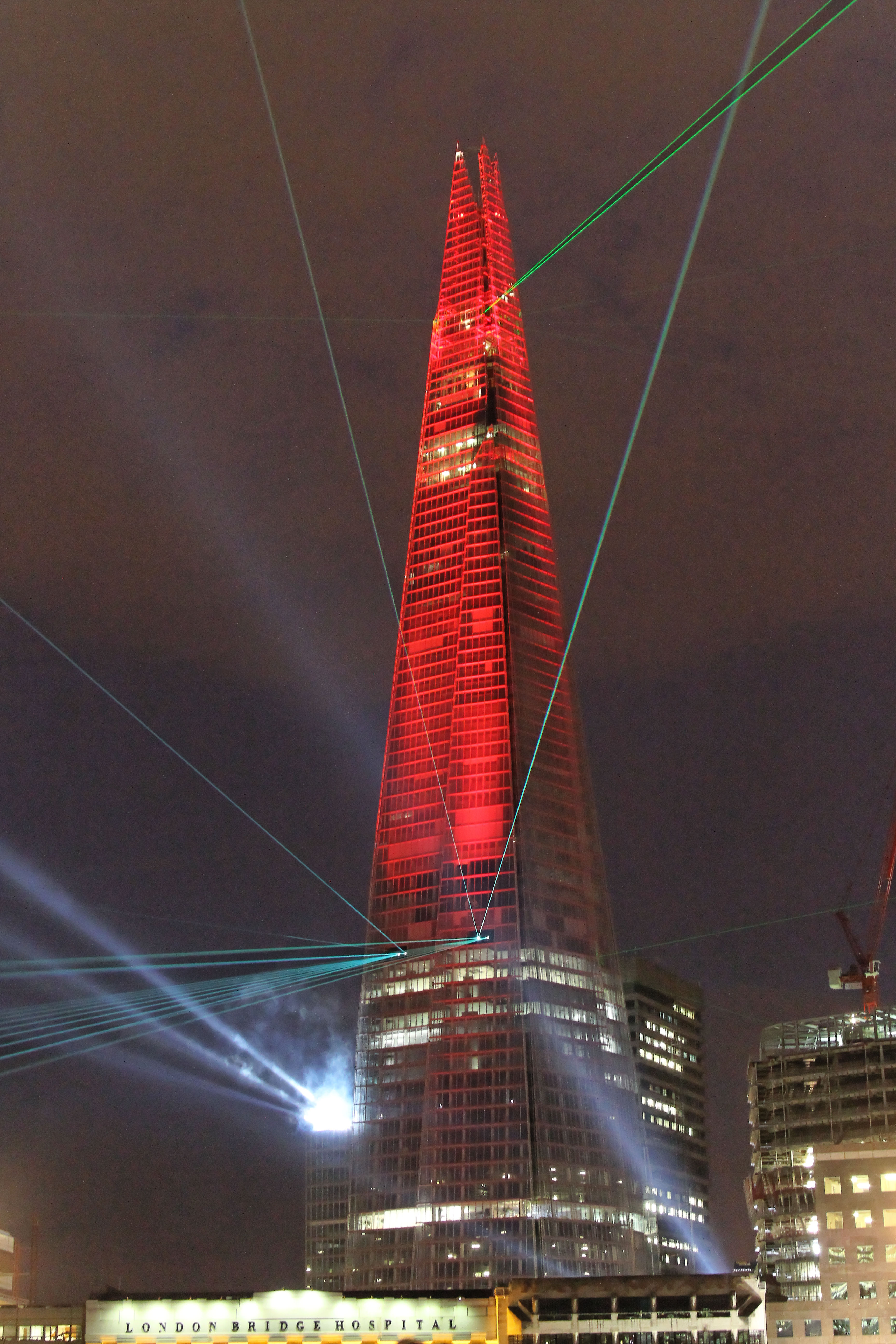
La inauguración de The Shard el 5 de julio de 2012.

### Construcción
En febrero de 2009 llegaron a la parcela una grúa móvil y una pequeña plataforma de pilotaje. A principios de marzo de 2009, la grúa empezó a hincar vigas de acero en el terreno como preparación para la construcción del edificio. La construcción propiamente dicha empezó el 16 de marzo de 2009. El 28 de abril se empezaron a introducir las primeras piezas de acero en los pilotes de The Shard. Se usaron cinco grúas para construir la torre, de las cuales cuatro iban subiendo con ella a medida que se elevaba. La grúa 1 se erigió en septiembre de 2009 y la grúa 2 se erigió a principios de octubre. El 20 de octubre de 2009 empezaron a aparecer vigas de acero en la parcela, y se hormigonó la parte norte de la parcela, que ya estaba lista para la instalación de la grúa 3.
En marzo de 2010 el núcleo de hormigón subía a unos tres metros al día. Tras una pausa entre marzo y abril de 2010 continuó subiendo, alcanzando a mediados de junio la planta 33, casi al mismo nivel que la cima del Guy's Hospital, que tiene 143 m de altura. El 27 de julio de 2010 el núcleo dejó de subir, tras haber alcanzado la planta 38, y fue reconfigurado para que continuara la construcción. A mediados de noviembre de 2010 el núcleo había alcanzado la planta 68, el acero de la torre llegaba hasta la planta 40 y el revestimiento de cristal rodeaba un tercio del edificio. A finales de noviembre, la altura del núcleo superó los 235 m, finalizando de esta manera los dieciocho años de reinado de One Canada Square como el edificio más alto del Reino Unido.
El núcleo de hormigón de The Shard alcanzó su altura máxima, es decir, la planta 72, a principios de 2011, con una altura de 245 m. En enero de 2011 se instalaron pantallas hidráulicas, que se usaron para formar los forjados de hormigón de la parte de hotel y apartamentos de la torre, y fueron subiendo hasta alcanzar la planta 69. El 25 de enero de 2011, las bombas empezaron a hormigonar el primer forjado de hormigón, el de la planta 41. A finales de febrero de 2011 los forjados de hormigón habían alcanzado la planta 46, y de media se hormigonaba una nueva planta cada semana. El revestimiento también progresaba, principalmente en la «mochila» de la torre.
En febrero de 2011 se descubrió que había un zorro rojo (V. vulpes) viviendo en la planta 72, aún en obras, que había subido por la escalera central de la obra. Apodado Romeo por la RSPCA, el animal fue rescatado y devuelto a su hábitat natural.
En agosto de 2011 se produjo un progreso constante en la construcción, y el revestimiento ya recubría más de la mitad del exterior del edificio. El hormigonado de los forjados alcanzó la planta 67, y el revestimiento de la torre alcanzó la planta 58. A mediados de agosto, se había eliminado la caja del núcleo. El 19 de septiembre de 2011, el acero de la torre se aproximaba a la altura del núcleo, ya completado, alcanzando casi 244 m. El 24 de septiembre se erigió una última grúa (la más alta en la historia del Reino Unido) para instalar la aguja que remata el rascacielos. La aguja fue prefabricada basándose en modelos 3D y se sometió a una «prueba de funcionamiento» en Yorkshire antes de ser colocada sobre el edificio. A finales de diciembre de 2011, The Shard se convirtió en el edificio más alto de la Unión Europea, superando a la Commerzbank Tower de Fráncfort, Alemania.
La estructura de acero de The Shard fue coronada el 30 de marzo de 2012, cuando se colocó su aguja, que tiene una altura de 66 m y un peso de 500 toneladas. La estructura de acero alcanzó así una altura de 308,5 m. Poco después se instalaron los últimos 516 paneles de cristal, coronando la torre con su altura total de 309,7 m.
The Shard fue inaugurado el 5 de julio de 2012 por el primer ministro de Catar, Hamad bin Jassim bin Jaber Al Thani, en una ceremonia a la que asistió el príncipe Andrés de York. La ceremonia de inauguración incluyó un espectáculo de luces en el que doce láseres y treinta proyectores iluminaron el edificio en el skyline de Londres. El edificio se completó en noviembre de 2012.

Progreso de las obras de The Shard
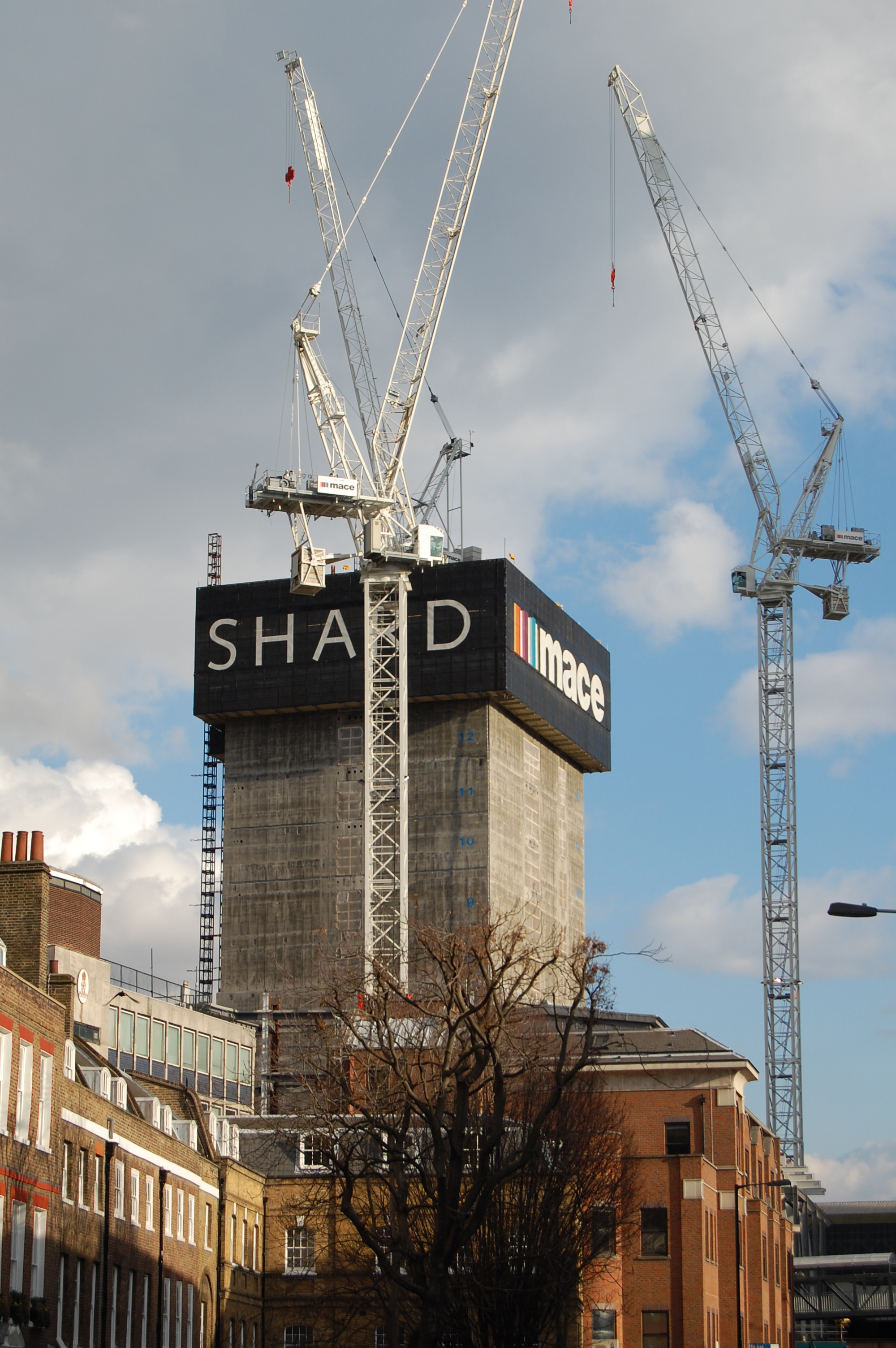
Febrero de 2010.
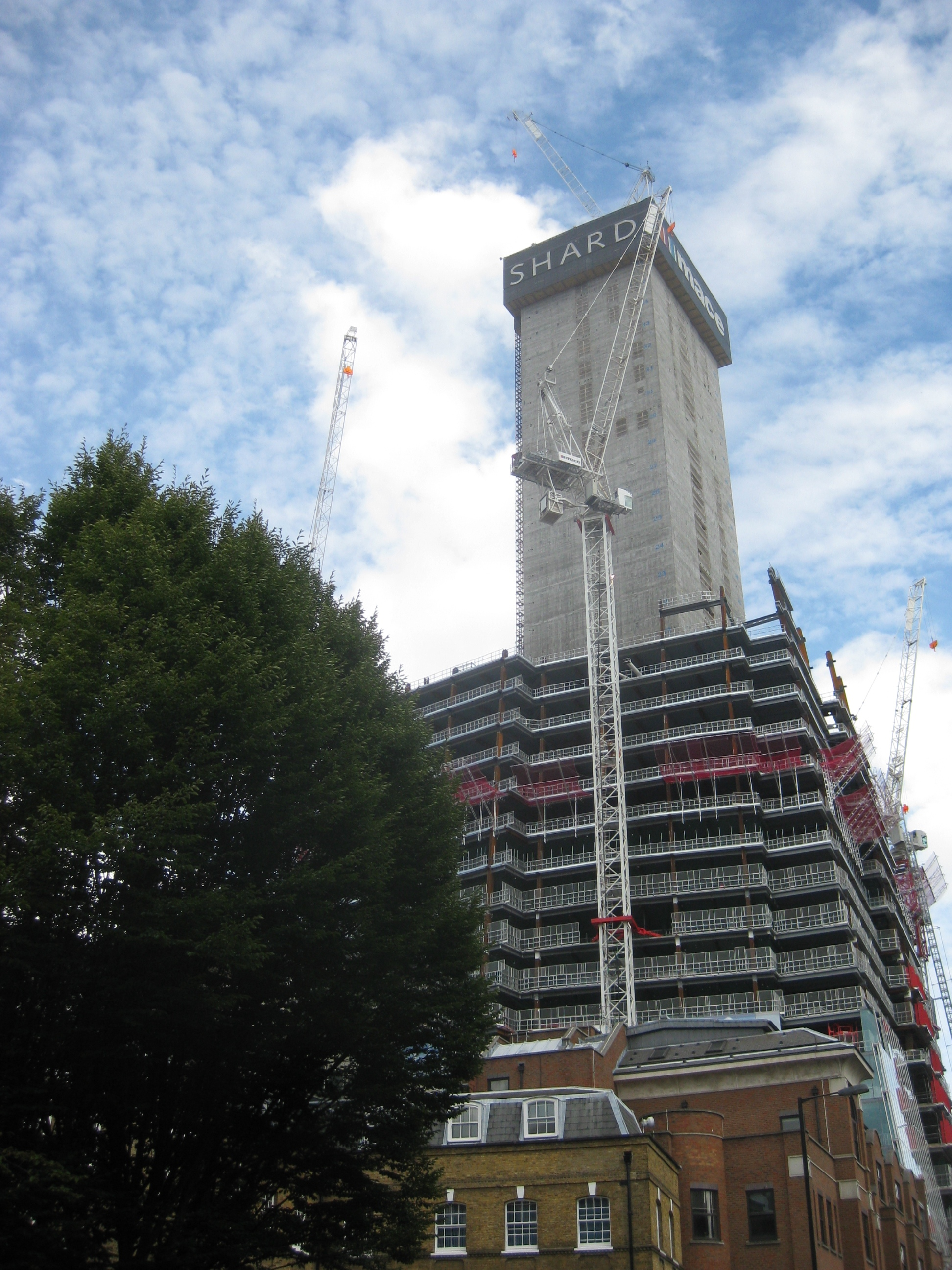
Julio de 2010.
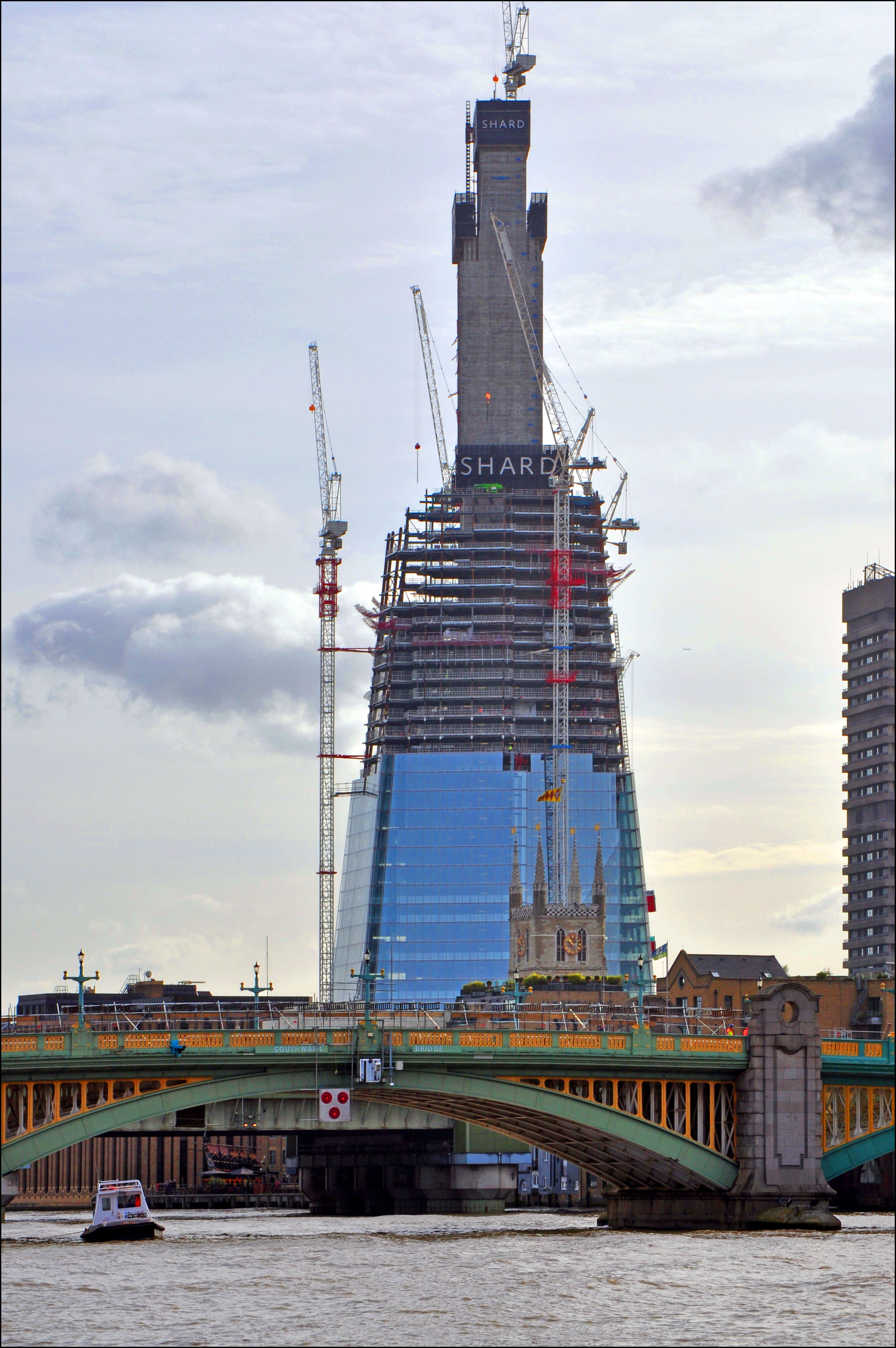
Noviembre de 2010.
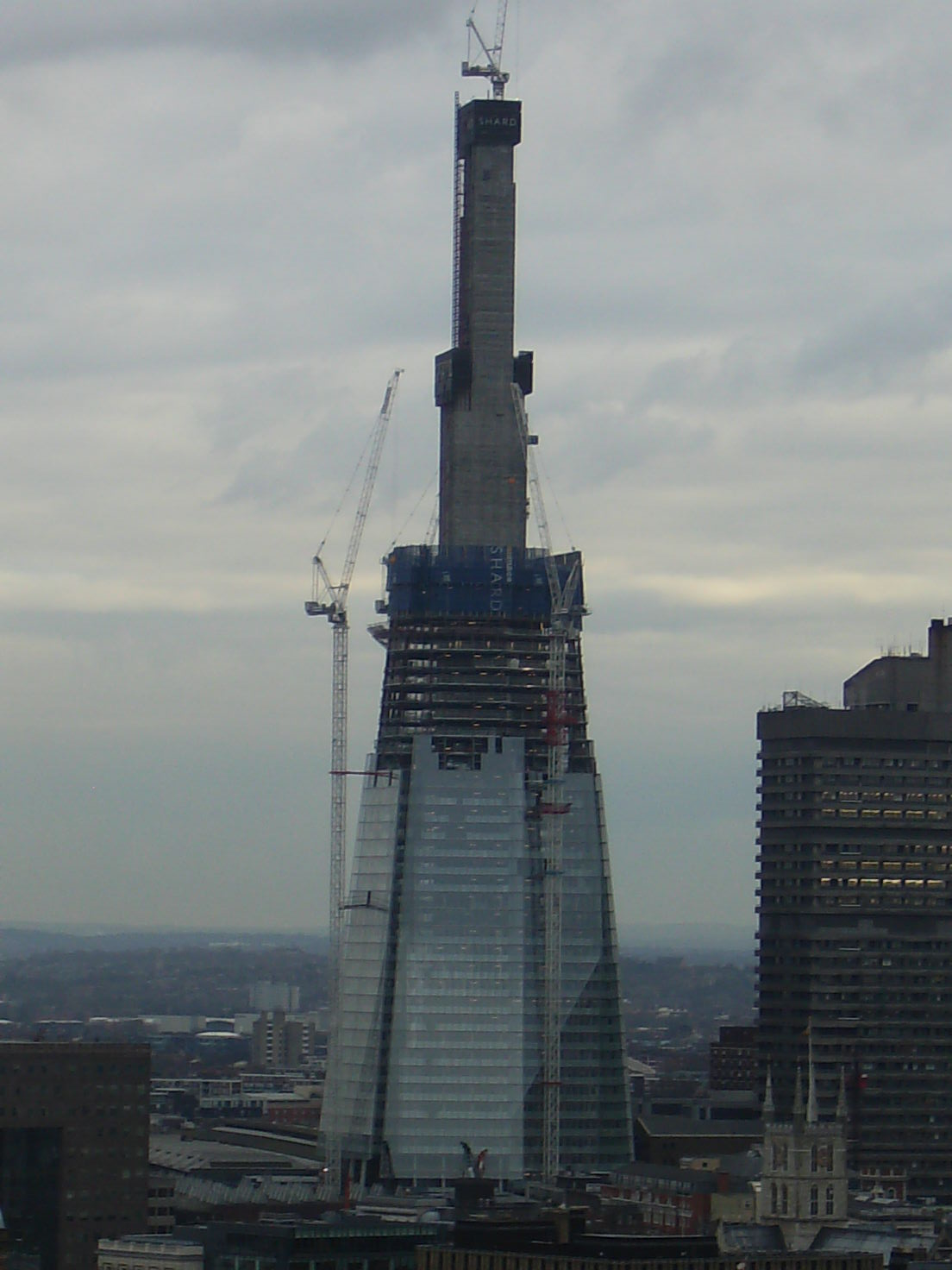
Enero de 2011.
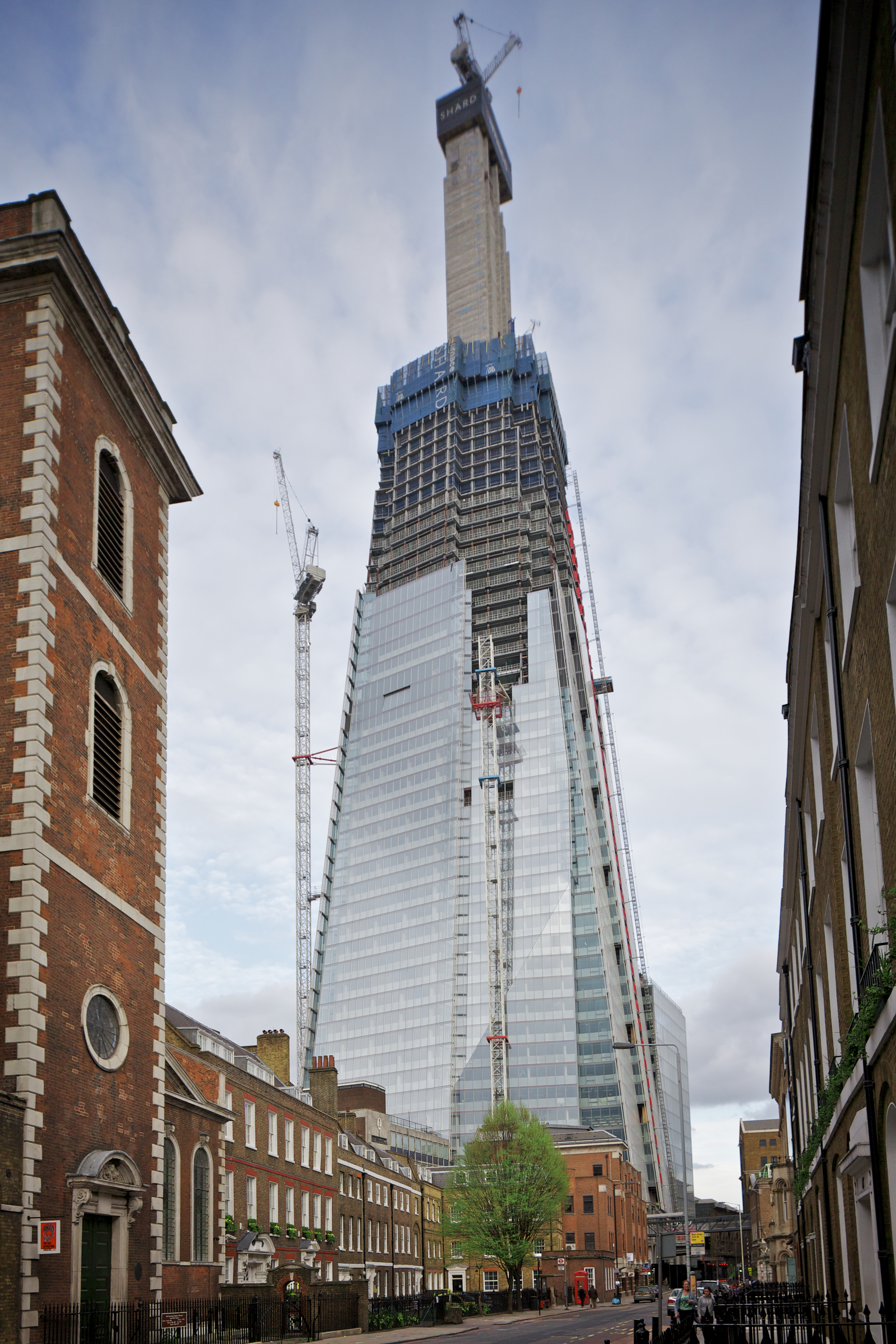
Abril de 2011.
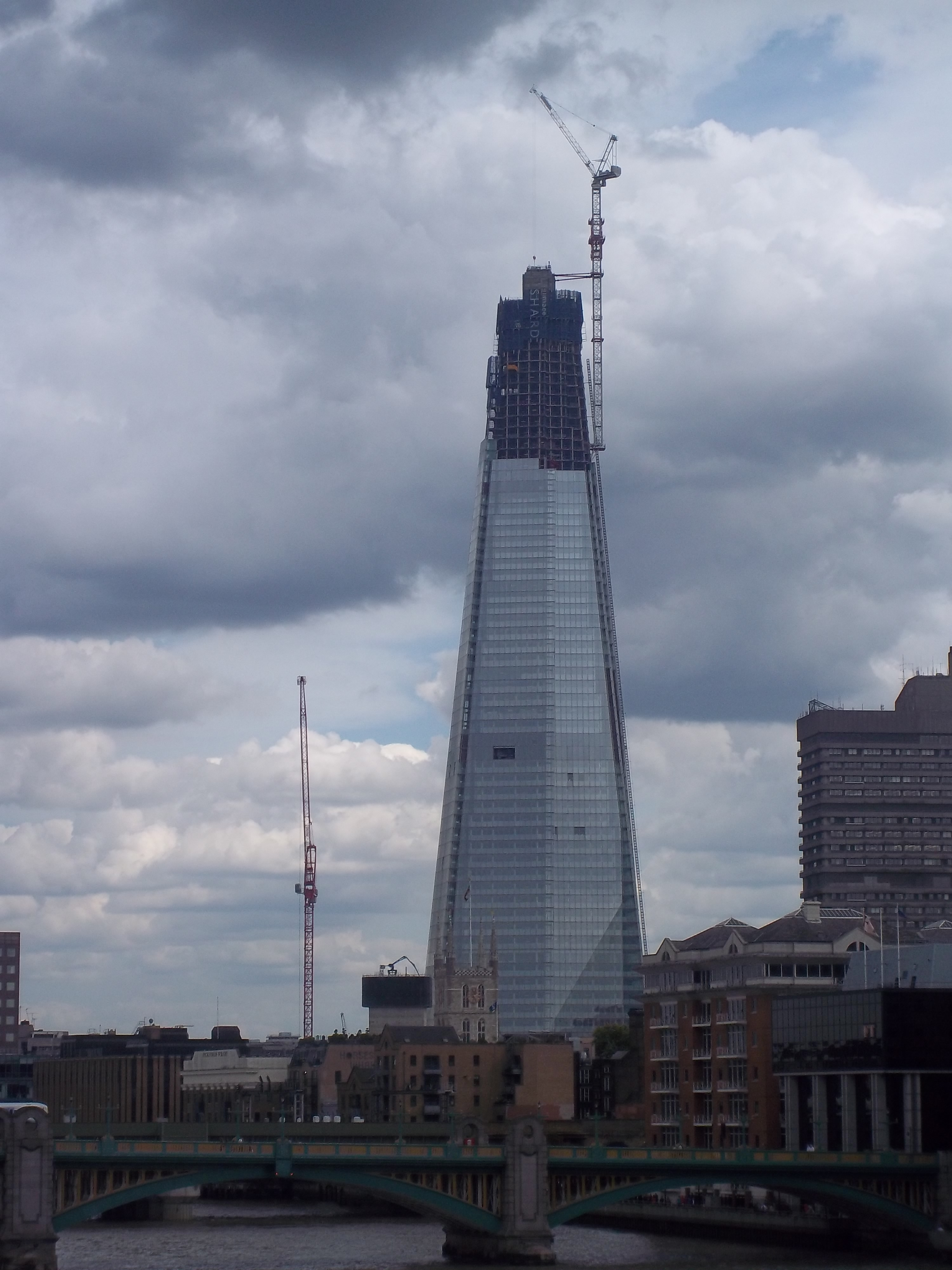
Agosto de 2011.
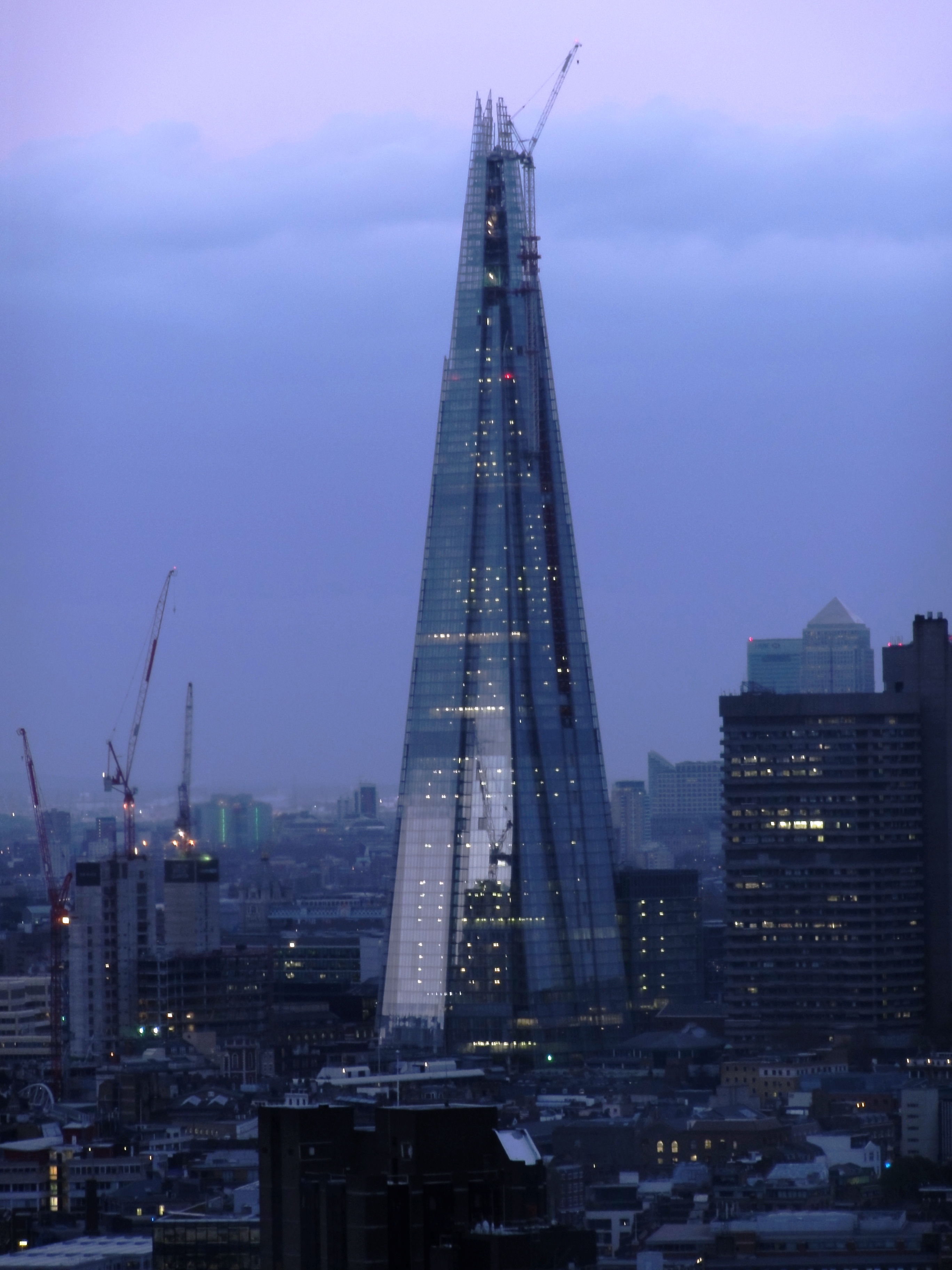
Abril de 2012.

## Arquitectura

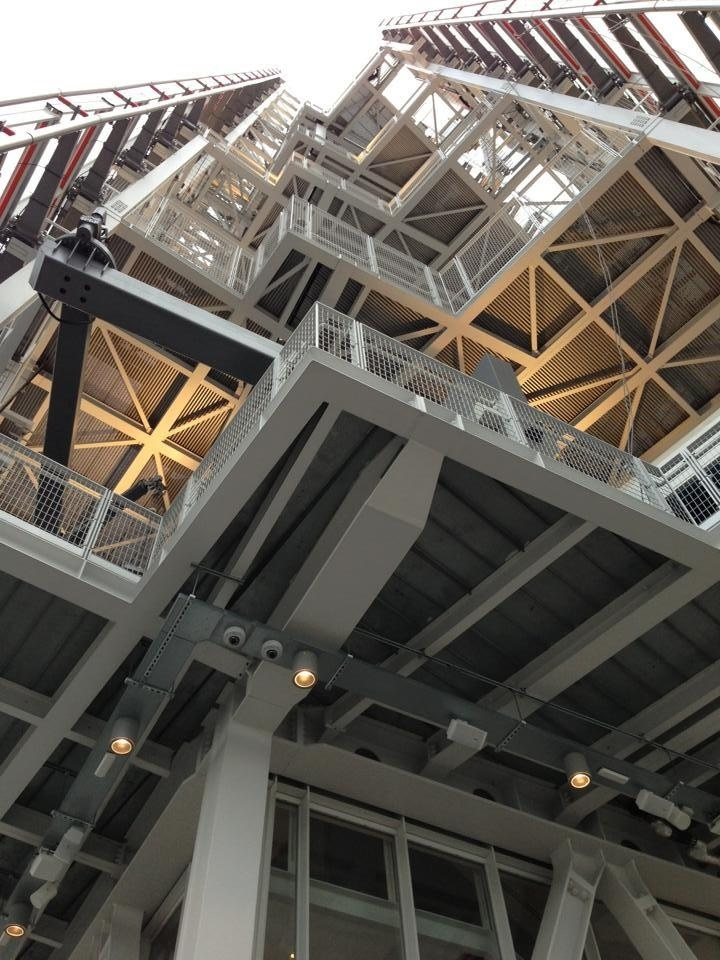
Estructura interna de la aguja y las últimas plantas de The Shard, vistas desde el mirador de la planta 72.

Renzo Piano, el arquitecto del proyecto, diseñó The Shard como una escultura con forma de aguja que emergía del Río Támesis. Se inspiró en las líneas de ferrocarril que discurren junto a la parcela, en los chapiteles de Londres representados por el pintor veneciano Canaletto y en los mástiles de los barcos veleros. El diseño de Piano recibió críticas de English Heritage, que afirmó que el edificio sería «un trozo [shard] de cristal que atravesaría el corazón del Londres histórico», dando al edificio su nombre, The Shard. Piano consideraba que la torre sería una aportación positiva al skyline de Londres, que recordaría los chapiteles de las iglesias que aparecen en los grabados históricos de la ciudad, y creía que su presencia sería mucho más delicada que lo que sostenían los oponentes del proyecto. Propuso un sofisticado acristalamiento, con fachadas expresivas compuestas por paneles de vidrio angulosos que pretendían reflejar la luz del sol y el cielo, de manera que la apariencia del edificio cambiara según el tiempo y las estaciones. El edificio tiene once mil paneles de cristal, con una superficie total de 56 000 m², equivalentes a la superficie de diez campos de fútbol.
The Shard fue diseñado con la eficiencia energética en mente. Está equipado con una planta de cogeneración que usa gas natural del National Grid. El combustible se convierte de manera eficiente en electricidad y se recupera el calor de la máquina para proporcionar agua caliente al edificio.
Tras la destrucción del World Trade Center en los atentados terroristas del 11 de septiembre de 2001, los arquitectos e ingenieros de todo el mundo empezaron a reconsiderar el diseño de edificios altos. Los primeros diseños conceptuales de The Shard fueron uno de los primeros modificados tras la publicación del informe del Instituto Nacional de Estándares y Tecnología de los Estados Unidos sobre el derrumbe del World Trade Center. El edificio está diseñado para mantener su estabilidad bajo condiciones muy exigentes. Sus forjados de hormigón pretensado y compuestos, sus pilares de carga y su forma piramidal le dan una tolerancia al balanceo de 40 cm.
En 2014, The Shard consiguió el primer puesto en los Emporis Skyscraper Award, que reconocen edificios de más de 100 m de altura completados en el año anterior. Los jueces de Emporis lo describieron como «un rascacielos que es reconocido inmediatamente y que ya está considerado el nuevo símbolo de Londres».

### Uso
| Plantas     | Uso                                        |
| ----------- | ------------------------------------------ |
| 73–95       | Aguja                                      |
| 68–72       | The View from The Shard (mirador)          |
| 53–65       | Residencias                                |
| 34–52       | Shangri-La Hotel                           |
| 31–33       | Restaurantes (Hutong, Oblix y Aqua Shard)  |
| 3-28        | Oficinas                                   |
| 1–2         | Comercios y recepción de las oficinas      |
| Planta baja | Entradas del hotel, restaurantes y mirador |

Fuentes:  The-Shard.com y Billionpoints.de

### Altura
Con 309,7 m de altura máxima y 308,5 m en el punto más alto de su estructura de acero, The Shard se convirtió en el edificio más alto de la Unión Europea en diciembre de 2011, y en el edificio más alto de Europa el 30 de marzo de 2012. Superó así a la Commerzbank Tower de Frankfurt, que, con 259 m, fue el edificio más alto de Europa desde 1997 hasta 2005. Posteriormente, The Shard superó la altura de tres rascacielos de Moscú, el Triumph-Palace, la Torre Náberezhnaya y Ciudad de Capitales, cada uno de los cuales había sido el edificio más alto de Europa durante unos dos años y medio. Sin embargo, tras su finalización en noviembre de 2012, la Mercury City Tower de Moscú sustituyó con sus 339 m a The Shard como el edificio más alto de Europa.
The Shard es también la segunda estructura autoportante más alta del Reino Unido, tras la Torre de Televisión de Emley Moor, que tiene 330 m. Otro rascacielos de Londres, The Pinnacle, se proyectó originalmente para rivalizar con la altura de The Shard, pero su altura se redujo a 287,9 m por exigencias de la Civil Aviation Authority. Posteriormente se canceló este proyecto, pese a que su construcción ya había empezado, y actualmente se está construyendo en esa parcela un edificio con un diseño diferente llamado 22 Bishopsgate, que tendrá 278 metros de altura.

## Inquilinos

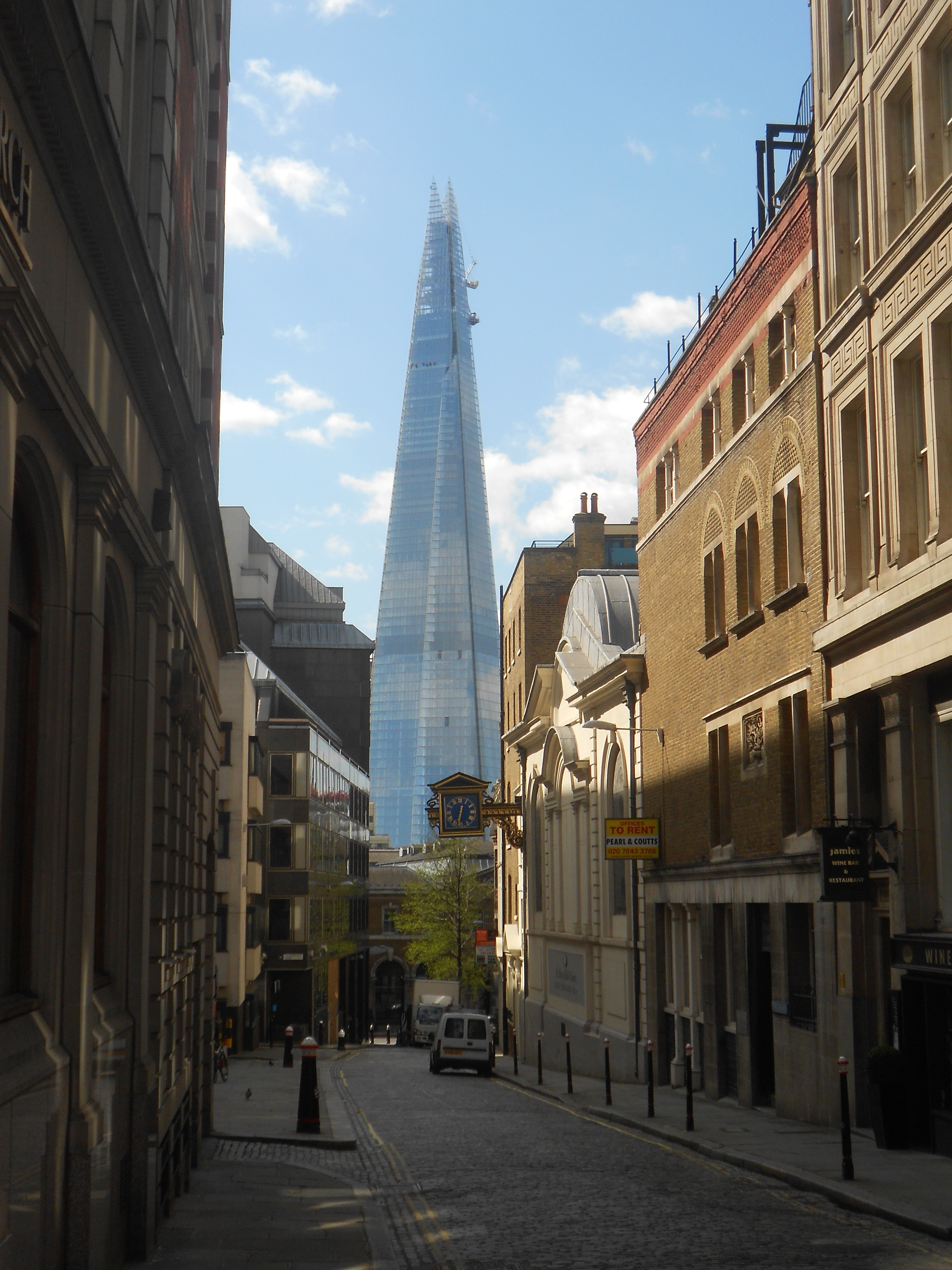
The Shard visto desde Great Tower Street en abril de 2012.

En febrero de 2013, según The Sunday Times, los promotores de The Shard estaban en negociaciones para firmar los primeros inquilinos de las veinticinco plantas de oficinas del edificio. En mayo de 2013, según el Daily Mail, solo seis de las setenta y dos plantas habitables de The Shard estaban en uso, ya que los altos precios y la mala situación económica desanimaron a los posibles compradores. En esta época, entre los potenciales inquilinos estaban los especialistas en reestructuración financiera Duff & Phelps, la empresa de capital inversión Hatton Corporation y la South Hook Liquefied Natural Gas Company.
Las plantas cuarta, quinta y sexta de The Shard albergan el HCA (Hospital Corporations of America), parte del London Bridge Hospital. Las plantas 31, 32 y 33 de The Shard albergan tres restaurantes: Oblix, Hutong y Aqua Shard. El Shangri-La Hotel, que ocupa las plantas 34–52, iba a abrir inicialmente a finales de 2013, pero su apertura se retrasó finalmente al 6 de mayo de 2014. En marzo de 2014, Mathys & Squire se convirtió en el primer bufete de abogados con oficinas en el edificio. En mayo de 2014, la empresa de inversión Foresight Group trasladó su oficina central del Reino Unido a la planta 17 de The Shard. En junio de 2015, la Warwick Business School abrió su nuevo campus en esa misma planta de The Shard, que fue inaugurado oficialmente por el alcalde de Londres, Boris Johnson. Ofrece formación de posgrado y para ejecutivos, y tiene una sala de conferencias de cien asientos y otra más pequeña de sesenta asientos, además de ocho seminarios y un laboratorio de nuevas tecnologías.
En julio de 2013, el grupo de comunicación audiovisual catarí Al Jazeera Media Network anunció que abriría un nuevo estudio de televisión y una sala de redacción para Al Jazeera English en The Shard. Al Jazeera se trasladó al edificio el 13 de septiembre de 2014, y el 10 de noviembre de 2014 realizó sus primeras retransmisiones en directo desde el edificio. Estas instalaciones albergan actualmente todas las operaciones fundamentales de los caneles de Al Jazeera Media Network en Londres, y es capaz de retransmitir un canal completo de manera independiente de las otras sedes de Al Jazeera. Es la segunda sede más grande del grupo tras sus instalaciones en Doha, Catar.
En enero de 2015, se anunciaron más inquilinos de The Shard, entre los que se encontraban IO Oil & Gas Consulting, Gallup y The Office Group. En mayo de 2015, la empresa de trabajo temporal estadounidense Robert Half International anunció que había comprado 1900 m² en la décima planta de The Shard y que trasladaría varias de sus sucursales a la torre. En agosto de 2015, el bufete internacional de abogados Greenberg Traurig anunció que abriría sus oficinas en la octava planta de The Shard a finales del año. En marzo de 2016, la agencia de marketing Jellyfish firmó un alquiler por 838 m² de oficinas en la planta 22, y se trasladó a ellas posteriormente en ese mismo año.

## Exploración urbana, saltos BASE y escalada

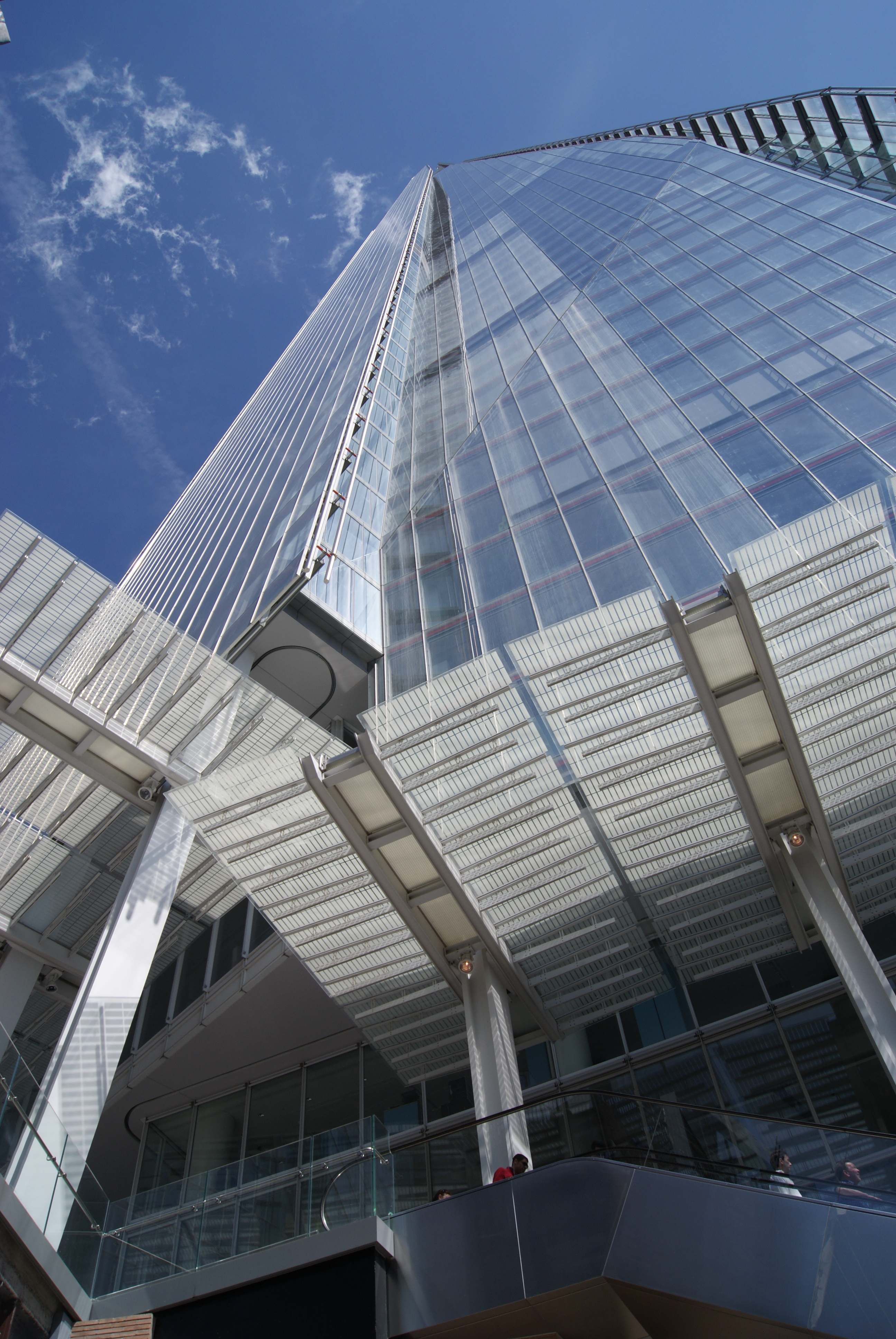
The Shard visto desde su base.

En diciembre de 2011, un grupo de exploradores urbanos que se hacen llamar los Place Hackers evadieron la seguridad de las obras de The Shard y consiguieron subir a la cima de la estructura. Posteriormente publicaron en internet fotografías del skyline de Londres tomadas desde allí y recibieron una gran atención mediática. Un miembro del grupo, el investigador de la Universidad de Oxford Bradley Garrett, reveló posteriormente a varias agencias de noticias que más de veinte exploradores urbanos habían alcanzado la cima del edificio durante su construcción. En un artículo de 2012 para la revista Domus, Garrett escribió que «la barrera conceptual a lugares de nuestras ciudades es provocada por un proceso de exclusión diseñada» y que los exploradores estaban «cultivando la ciudad creativa que el dinero no puede comprar».
Entre 2009 y 2012, es decir, mientras el edificio estaba en construcción, se realizaron más de una docena de saltos BASE desde The Shard. El saltador de Essex Dan Witchalls presuntamente saltó cuatro veces, y grabó uno de sus saltos con una cámara montada en el casco. El salto más alto se realizó desde una altura de 260 m. En marzo de 2016, con el edificio ya finalizado, otra persona realizó un salto BASE desde The Shard.
El 3 de septiembre de 2012, un equipo de cuarenta personas entre las que se encontraba Andrés de York, rapelaron desde la planta 87 de la torre. Este hazaña se realizó para recaudar dinero para la Outward Bound Trust y el Royal Marines Charitable Trust Fund. En noviembre de 2012, los guardias de seguridad descubrieron al escalador urbano francés Alain Robert en el edificio. A finales de mes, los propietarios de The Shard consiguieron que se impusiera una medida cautelar para impedirle que entrara en el edificio o lo escalara.
El 11 de julio de 2013, seis voluntarias de Greenpeace escalaron The Shard y desplegaron una bandera en protesta contra la exploración de petróleo en el Ártico llevada a cabo por Royal Dutch Shell. Las mujeres afirmaron que eran «escaladoras experimentadas», pero de todos modos se convocó a personal médico a la base de la torre. Los empleados de The Shard cerraron el mirador de la torre y dieron a las mujeres instrucciones de seguridad y otros consejos durante su escalada. Tras completar su escalada, que duró dieciséis horas, las seis mujeres fueron arrestadas por la policía bajo sospecha de intrusión con agravantes.

## En la cultura popular
- The Shard aparece en el cortometraje de 2012 The Snowman and The Snowdog y su videojuego asociado.[91]
- The Shard aparece en el episodio de 2013 de Doctor Who titulado «Las campanas de Saint John», en el que es la sede del antagonista del episodio, la Gran Inteligencia. El Doctor conduce verticalmente una motocicleta por una de las caras del edificio y atraviesa una ventana para llegar a la sede de la Gran Inteligencia.[92]
- The Shard aparece en un episodio de 2017 de la serie de la BBC EastEnders, cuando Max Branning se encuentra con Hugo Browning en la cima de The Shard para discutir sobre la gentrificación de Walford.
- The Shard aparece también en un episodio de la serie documental Dynamo: Magia Imposible, emitida desde el 2011 hasta el 2014 en el canal Watch de UKTV, en el que el mago Dynamo levita sobre la cima del rascacielos.[93]